# Агуапанела
Агуапанела (исп. Aguapanela) — это напиток, широко распространенный по всей Южной Америке, в некоторых частях Центральной Америки и Карибского бассейна. Название напитка означает «панеловая вода», потому что он представляет собой настой, приготовленный из панелы — нерафинированного брикетированного тростникового сахара. 
Хотя вариации рецепта существуют по всей Южной Америке, агуапанела наиболее популярна в Колумбии, Венесуэле и некоторых частях Бразилии, где она составляет заметную конкуренцию чаю и кофе. 

## Приготовление
Агуапанела готовится путем добавления кусочков панелы в горячую воду и перемешивания до полного растворения кусочков. Напиток можно подавать как горячим, так и охлаждённым, часто с добавлением лимона или лайма. В горячем виде к агуапанеле иногда добавляют молоко, или даже просто разводят панелу горячим молоком вместо обычной воды.
Появление и распространение агуапанелы связано с тем, что панела имеет гораздо более насыщенный вкус, чем обычный сахар, даже тростниковый, и отлично придаёт вкус напитку сама по себе. 
Тем не менее, агуапанела может служить и основой для других напитков, например, для кофе.
Существует также алкогольная версия агуапанелы под названием канелазо (исп. Canelazo), куда добавляются корица и тростниковая водка агуарденте, сделанная из того же самого сахарного тростника. Канелазо обычно подают, растерев сахар по краям стакана. 

## Распространение
Сегодня Колумбия является мировым лидером по производству и употреблению панелы на душу населения, причём значительная часть потребляется именно в виде агуапанелы. Встретить этот напиток можно почти везде, от сельской таверны до столичных кафе-бутиков. 
Агуапанела встречается также в Эквадоре, Чили, Перу, Коста-Рике (под названием agua dulce — «сладкая вода»), и некоторых других странах.

## Полезные свойства
Существуют убеждения о наличии у агуапанелы различных полезных свойств, но серьёзной наукой это не подтверждается.